# START LINE (ラジオ番組)
『START LINE』（スタートライン）はJ-WAVEにて2020年10月2日から放送されているラジオ番組。

## 番組概要
「新しい自分に出会うことからスタート！」をモットーに、「週末」という言葉を脱ぎ捨て「金曜日の夕方こそ新しい週のスタートライン」の考え方のもと、ニューノーマル時代に沿った内容を送る番組としてスタートした。
なお、FM NORTH WAVE（北海道）では前番組『GOLD RUSH』から引き続き、本番組を全編ネットしていたが、2023年3月31日で終了。ネット打ち切り後は自社制作番組を編成に戻している。なお、J-WAVEが祝日や年末年始などに特別編成を行い休止する場合は自社制作番組が放送されていた。
一方で2025年1月からは当番組でスタートしたプログラム『meiji FUTURE IS OURS』をNORTH WAVEを含めたJFL各局で時差ネットを開始している。ただし、JFL加盟局のうちFM802ではこのプログラムをネットせず、同局が運営する外国語放送局・FM COCOLOで放送される。

## ナビゲーター
- 長谷川ミラ

## 主なコーナー
- 17:05 - HIGASHIMARU SHOYU FROM MY KITCHEN
- 17:40 - CHINTAI NEW STYLE LAB
- 18:10 - meiji FUTURE IS OURS
- 19:20 - MARTIN GUITAR SOUND HOLE UNIVERSE
- 19:45 - TRE HOLDINGS FORTUNE TELLING

過去のコーナー
- METoA Ginza AWESOME COLORS
- TOKYO ETHICAL SELECTION
- MAKE IT HAPPEN
- TOKYO KANDO SEN WONDER CIRCLE STORIES
- RINREI LIVING WITH BUDDY

### meiji FUTURE IS OURS
meiji FUTURE IS OURS(メイジ・フューチャー・イズ・アワーズ)は、J-WAVEで金曜に生放送されているワイド番組『START LINE』内のコーナーである。明治ホールディングスの単独提供。
次世代に残したいモノやコトに関する話題をきっかけに、より良い未来について考える事前収録の30分間。前述のとおりこのコーナーのみJFL各局で単独番組として時差ネットされている。
| 放送エリア | 放送局名      | 放送時間           |
| ---------- | ------------- | ------------------ |
| 東京都     | J-WAVE        | 金曜 18:10 - 18:40 |
| 北海道     | FM NORTH WAVE | 土曜 19:00 - 19:30 |
| 愛知県     | ZIP-FM        | 日曜 17:30 - 18:00 |
| 大阪府     | FM COCOLO     | 土曜 17:30 - 18:00 |
| 福岡県     | CROSS FM      | 日曜 19:00 - 19:30 |

## 関連リンク
- START LINE | 毎週金曜 16:30-20:00 | J-WAVE 81.3 FM
  - meiji FUTURE IS OURS
- START LINE (@startline_813) - X
- START LINE (@startline_813) - Instagram

| J-WAVE 金曜夕方のワイド番組          | J-WAVE 金曜夕方のワイド番組           | J-WAVE 金曜夕方のワイド番組                              |
| 前番組                               | 番組名                                | 次番組                                                   |
| ------------------------------------ | ------------------------------------- | -------------------------------------------------------- |
| GOLD RUSH （2012年10月 - 2020年9月） | START LINE （2020年10月 - ）          | -                                                        |
| FM NORTH WAVE 金曜 16:30 - 20:00     |                                       |                                                          |
| GOLD RUSH （2019年7月 - 2020年9月）  | START LINE （2020年10月 - 2023年3月） | Ashirias1h ※16:00 - 17:00札駅前バンガーズ ※17:00 - 20:00 |

| スタブアイコン | サブスタブ | この項目は、まだ閲覧者の調べものの参照としては役立たない、ラジオ番組に関連した書きかけの項目です。この項目を加筆・訂正などしてくださる協力者を求めています（P:ラジオ/PJ:放送番組）。 |